# Montagnes Cumberland
Les montagnes Cumberland (en anglais : Cumberland Mountains) constituent une chaîne montagneuse au sud-est des Appalaches. Elles s'étendent au sud de la Virginie-Occidentale, à l'ouest de la Virginie, à l'est du Kentucky et au centre-est du Tennessee. Leur point culminant est le High Knob (en), qui culmine à 1 287 mètres près de Norton (Virginie).

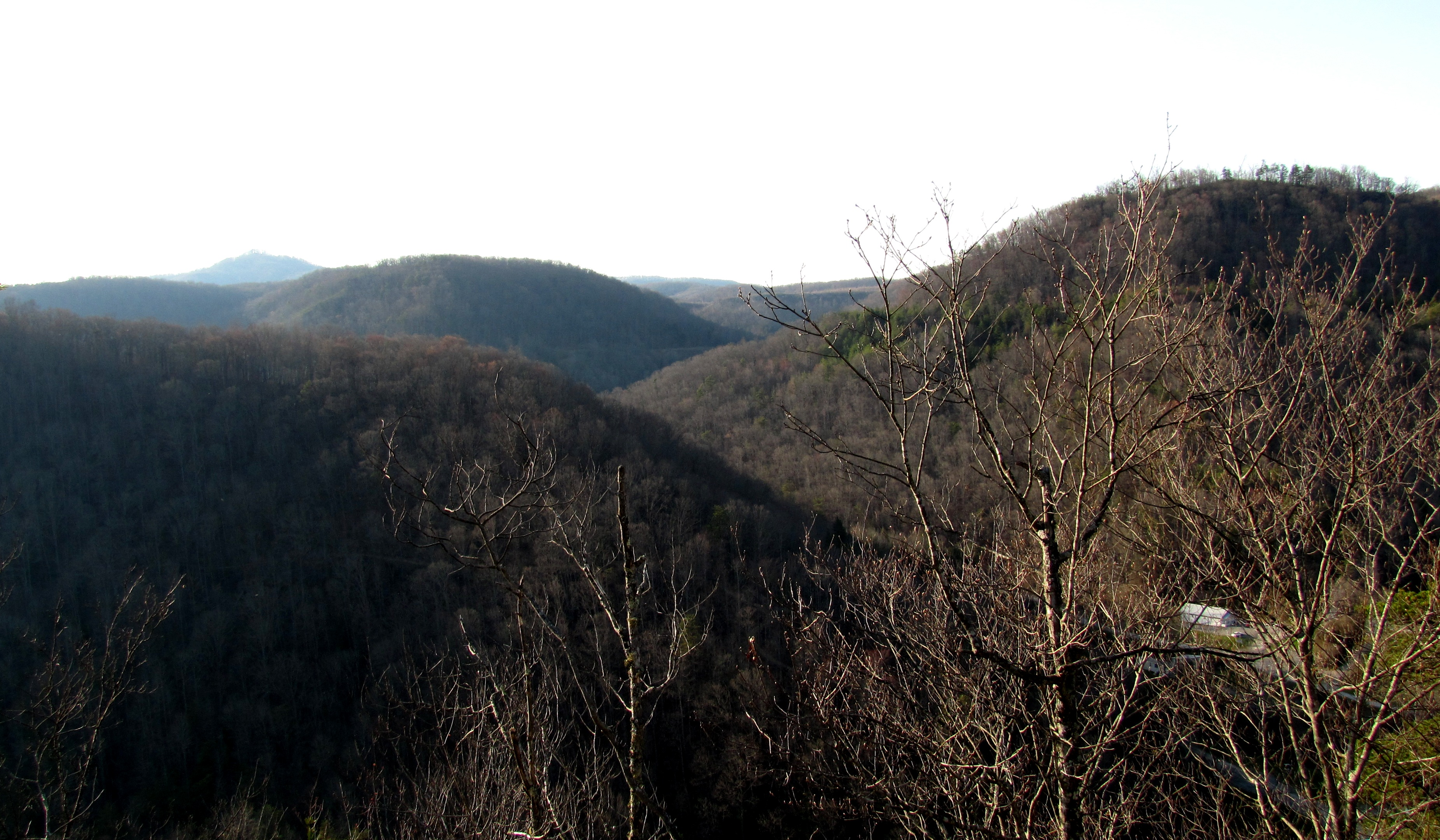
Vue des montagnes Cumberland.